# سنبل
سُنبُل نام سرده‌ای از گل‌ها است که به تیرهٔ Hyacinthaceae تعلق دارد. این سرده در گذشته جزو تیرهٔ سوسنیان محسوب می‌شد. خاستگاه سنبل، شرق دریای مدیترانه، ایران، ترکمنستان و آفریقای جنوبی است.
گل‌های سنبل خوش‌بو و جنبهٔ زینتی دارند. دورهٔ گلدهی آن‌ها در اوایل بهار است. گل‌ها می‌توانند به رنگ‌های سفید، صورتی، بنفش، قرمز، نارنجی، زرد یا آبی باشند.

## گونه‌ها
سنبل‌ها شامل ۳ گونهٔ مختلف می‌شوند:
- Hyacinthus orientalis، متداول‌ترین گونه
- Hyacinthus litwinowii
- Hyacinthus transcaspicus

## نگهداری
هیچ‌گاه گیاه را در مکانی که خیلی گرم باشد، نباید قرار داد. تا حد توان بهتر است بر روی برگ‌ها آب پاشید تا شادابی آن حفظ شود. بهترین خاک برای پرورش سنبل باید مخلوطی از دوسوم شن و یک‌سوم مواد پوسیدهٔ مغذّی باشد. بهترین فصل برای کاشتن پیازهای سنبل در گلدان یا ظروف آب، ماه آبان و آذر است.

## فرهنگ
گل سنبل در سفرهٔ هفت‌سین مورد استفاده قرار می‌گیرد و برای زیبایی در سفرهٔ هفت‌سین قرار می‌گیرد

## نگارخانه

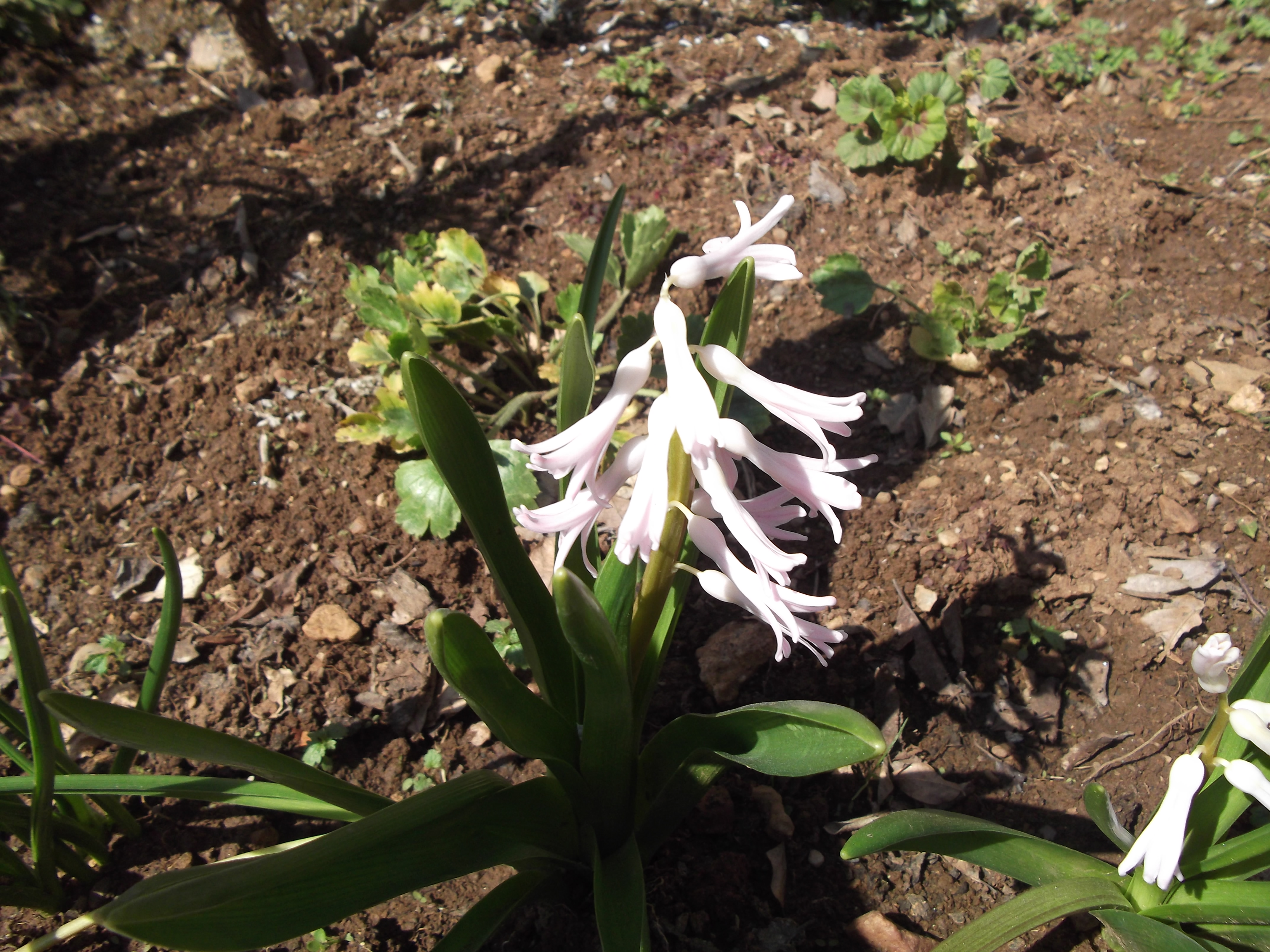
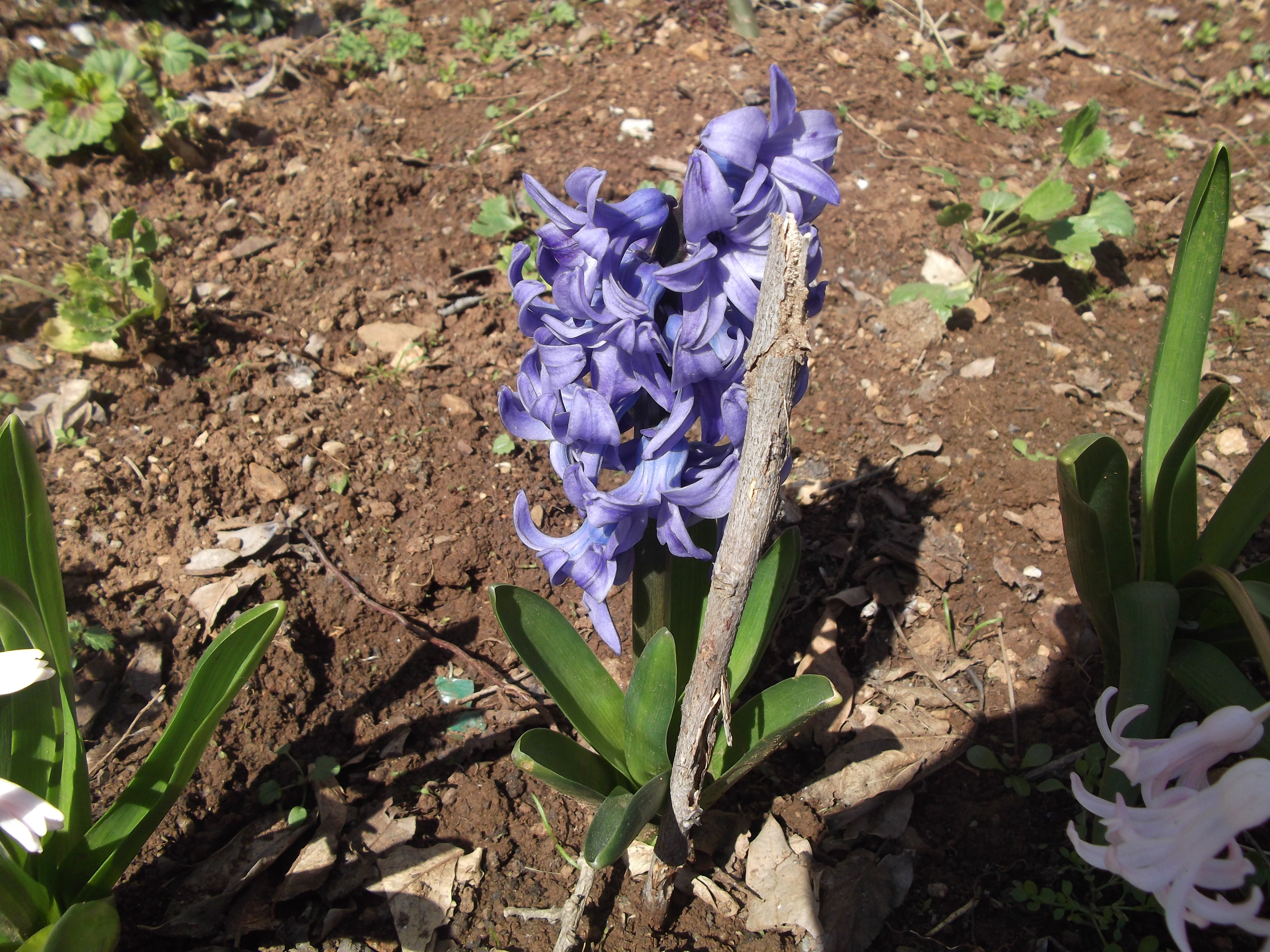
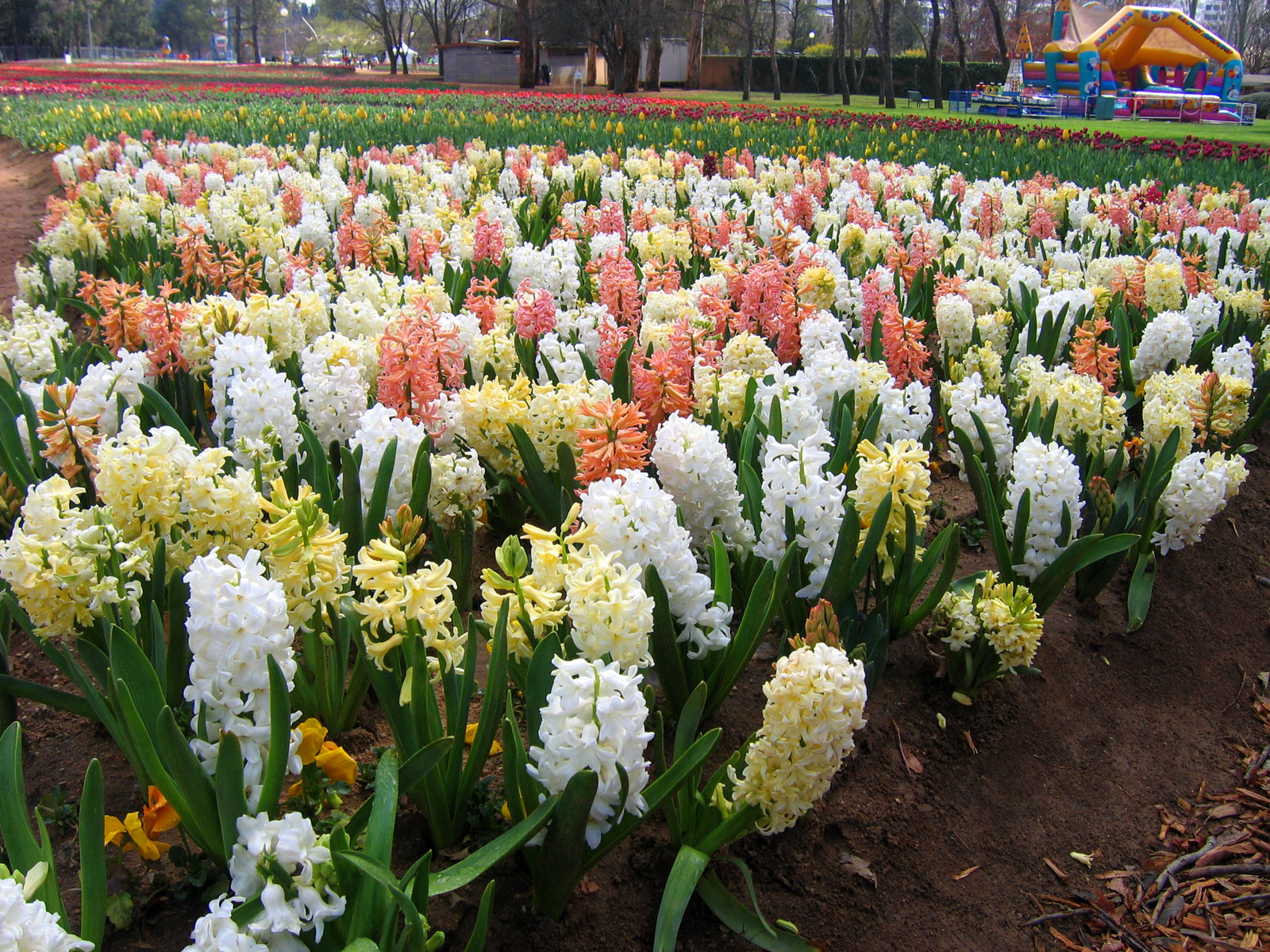
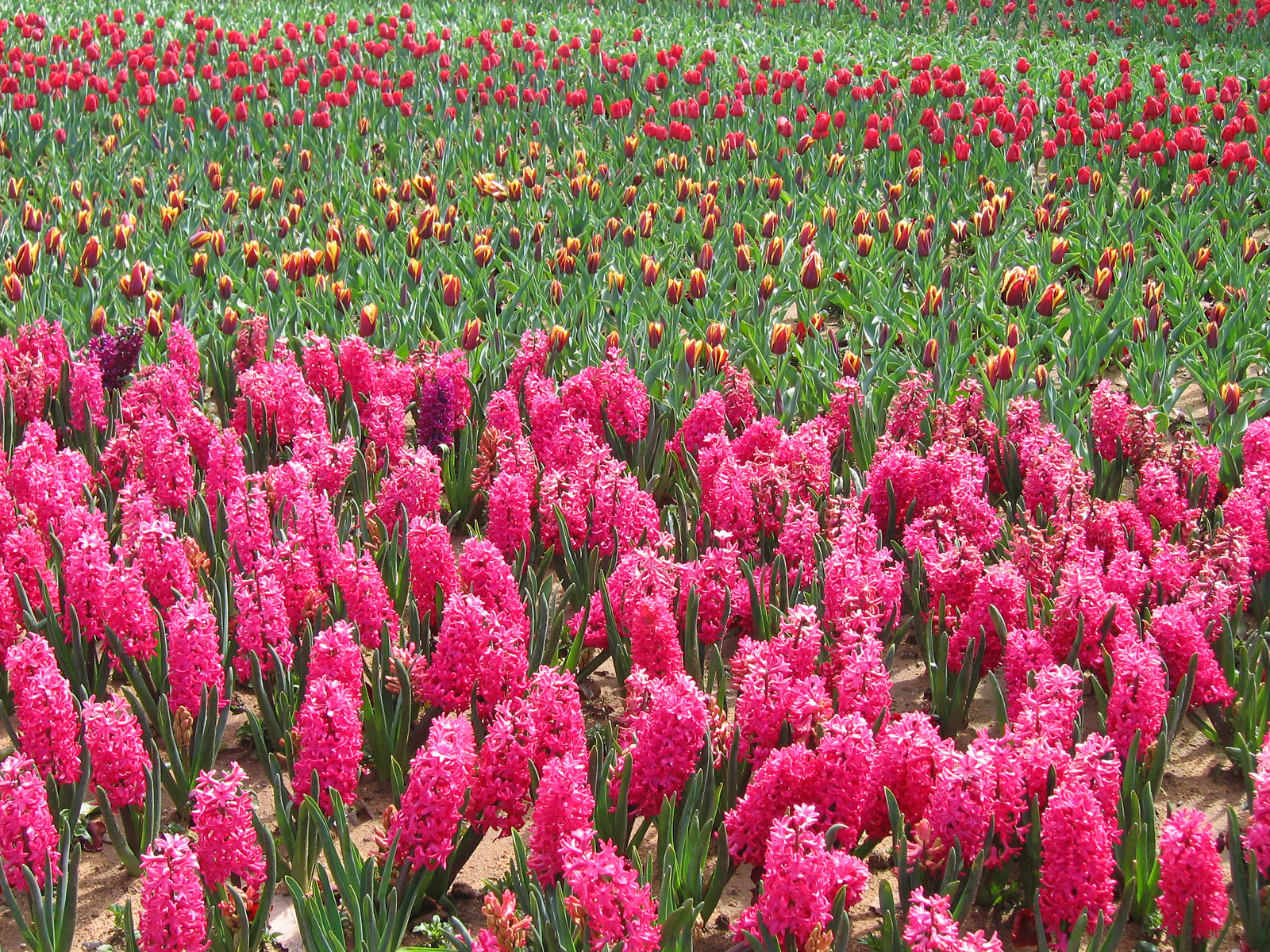
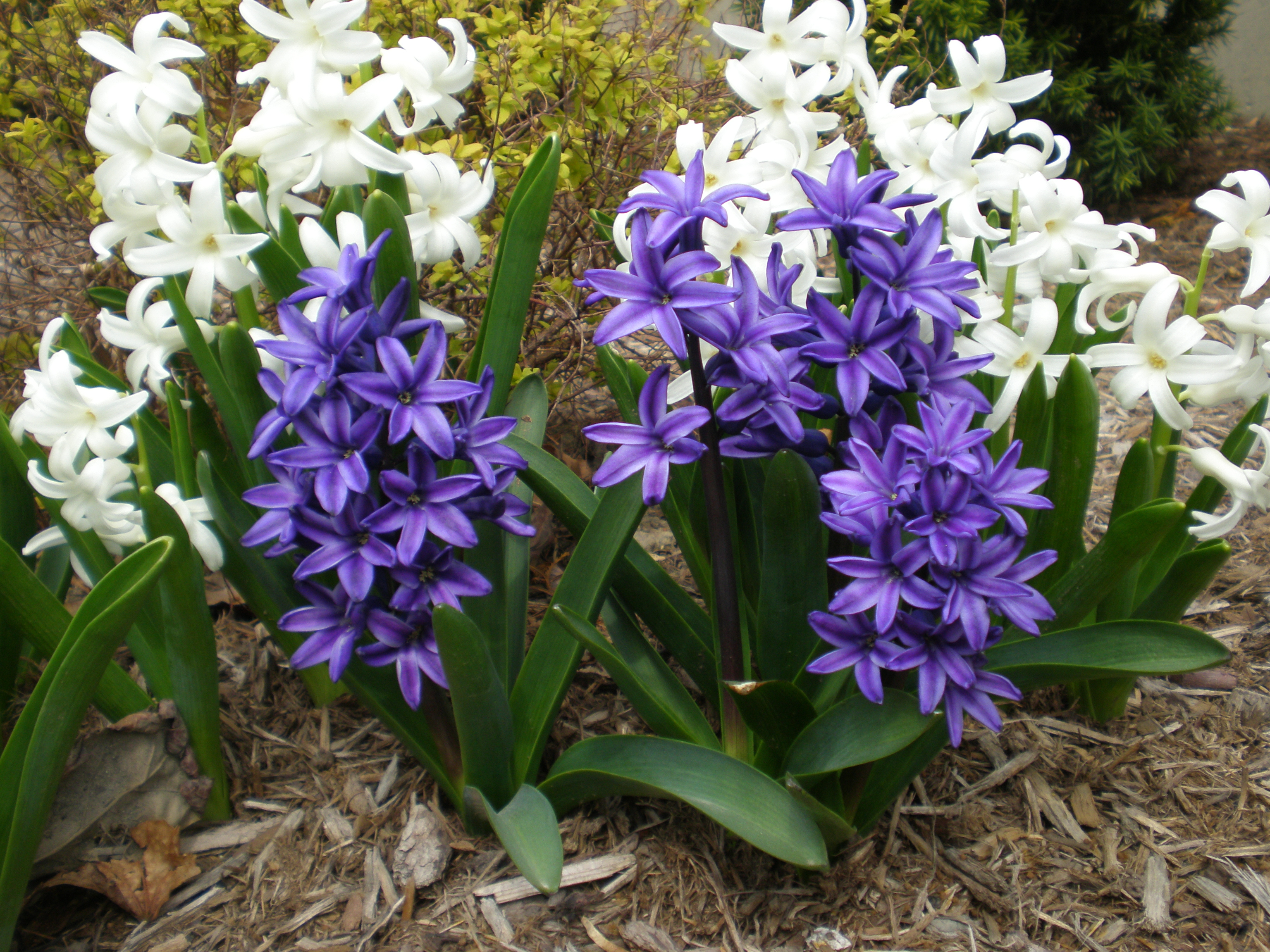